# Continental O-200
O Continental C90 e o O-200 são uma família de motores de aeronaves de quatro cilindros, refrigerados a ar, horizontalmente opostos e de transmissão direta de 201 in³ (3,29 L) de cilindrada, produzindo entre 90 e 100 cavalos de potência (67 e 75 kW).
Construídos pela Continental Motors, esses motores são usados em muitos projetos de aeronaves leves dos Estados Unidos, incluindo o Piper PA-18 Super Cub, o Champion 7EC, o Alon Aircoupe e o Cessna 150.
Embora o C90 tenha sido substituído pelo O-200, e muitos dos projetos que utilizam o O-200 tenham saído de produção em 1980, com a publicação de 2004 dos regulamentos de aeronaves leves da "Federal Aviation Administration" (FAA) dos Estados Unidos, veio um ressurgimento da demanda pelo O-200. O padrão para aeronaves esportivas leves é para aeronaves pequenas e simples de um ou dois lugares, para as quais o O-200 é adequado.

## Projeto e desenvolvimento
O C90 foi introduzido em 1947 como uma evolução do A65, que estava em produção desde 1939. Muitos dos projetos movidos pelo C90 são variantes atualizadas de projetos anteriores com A65, como o Piper J-3 Cub e o PA-11 Cub Special, Aeronca 7AC, e Luscombe 8A. O motor foi desenvolvido a partir do O-190 anterior aumentando o curso em  ¼ de polegada.
Esta família de motores é considerada confiável, de acordo com as publicações da indústria e a FAA.
Em um empreendimento cooperativo, a Rolls-Royce produziu esses mesmos projetos na Inglaterra, sob certificação separada, com designações de modelo começando em RR, por ex. o Rolls-Royce RR C90-12FH é o equivalente ao Continental C90-12FH; as versões Rolls-Royce são "diretamente intercambiáveis com os modelos equivalentes fabricados pela Continental". O Rolls-Royce O-200-A alimenta o Beagle Pup Série 1, o Rollason Condor, o Bölkow Bo 208 C Junior, o Avions Robin DR 220, o Morane-Saulnier MS-880, mais o Victa Airtourer 100 e o Reims F150 (uma versão do Cessna 150 construído na França pela "Reims Aviation").
Todas as versões do C90 e O-200 são motores de quatro tempos e são semelhantes em tamanho, cilindrada e peso. Esses motores são normalmente equipados com um carburador de admissão baixa, embora o C90-8FJ, -12FJ e -14FJ sejam equipados com sistemas de injeção de combustível. Eles utilizam um sistema de ignição redundante que não requer energia externa, acionando dois magnetos, cada um disparando uma vela de ignição por cilindro. Cada cilindro tem uma válvula de admissão e uma válvula de escape, ativada por haste.
O tempo recomendado entre revisão (TBO) da Continental para esses motores é de 1.800 horas de operação ou 12 anos em serviço, o que for alcançado primeiro. A certificação padrão para o C90 e O-200 especifica Avgas 80/87 como o tipo mínimo de combustível. Ambos são elegíveis para operação com gasolina de automóvel com base em Certificados de Tipo Suplementares.
Embora o C90 seja aprovado para potência de decolagem de 95 cavalos (71 kW) por cinco minutos, a designação é derivada de sua classificação de potência contínua de 90 hp (67 kW). Como mencionado acima, certos modelos do C90 substituem o carburador usual por um sistema de injeção de combustível. Além disso, existem modelos que prevêem a instalação de uma hélice de passo controlável e um, o C90-12FP, projetado para uma instalação de configuração por impulsão. Embora tenha um pouco menos de potência do que o O-200, muitos operadores de hidroaviões preferem o desempenho do C90 ao invés do O-200, devido ao seu torque mais alto em rpm mais baixas. Isso se deve principalmente ao projeto da árvore de cames do C90. O C90 também é conhecido por sua designação militar de O-205.
O O-200 é uma versão atualizada do motor, alcançando potência aumentada de 100 hp (75 kW) como resultado de rotações máximas mais altas. O modelo padrão e mais comum do motor é o O-200-A; o modelo -B é projetado para instalação por impulsão, o modelo -C prevê a instalação de uma hélice de passo controlável e o modelo -D é uma versão de menor peso projetada para aeronaves esportivas leves.

## Histórico operacional

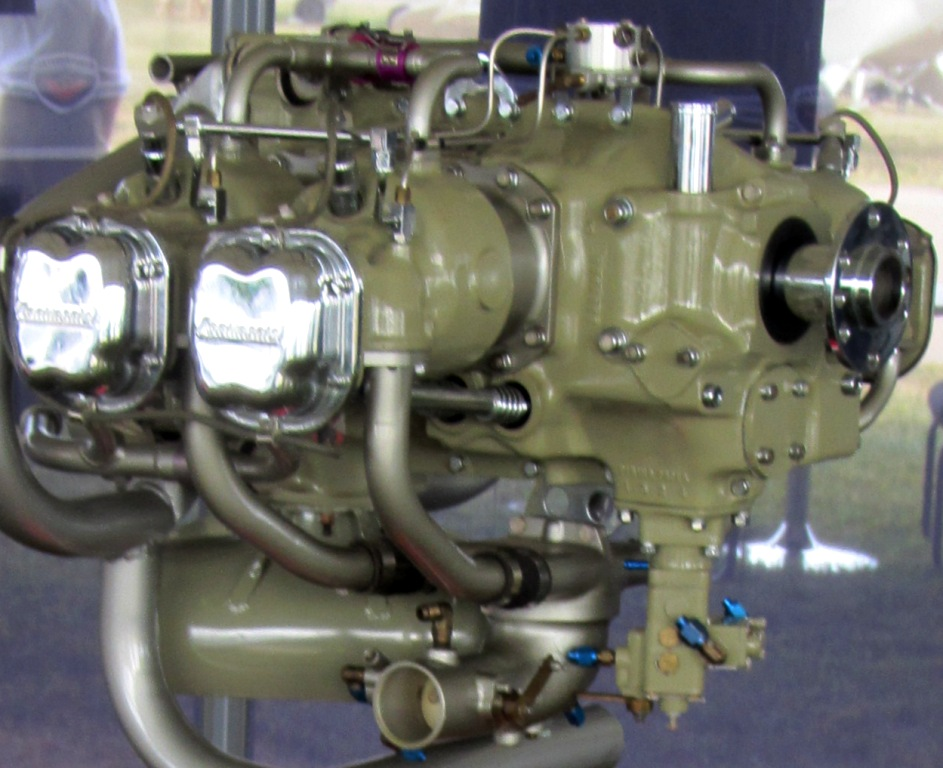
O Continental IOL-200.

Um motor denominado IOL-200, uma variante O-200 modificada com injeção direta de combustível e refrigeração líquida, impulsionou o vôo de circunavegação global sem escalas e sem reabastecimento de 1986 do Rutan Voyager. O IOL-200 de 110 cavalos (82 kW), também conhecido como "Voyager 200", era o motor traseiro e - ao contrário do motor dianteiro, outro motor modificado, um Continental O-240 - funcionou durante todo o voo de nove dias, salvo por um desligamento de quatro minutos devido a um problema de combustível.
O avião de Fórmula Um muito bem sucedido, Sharp Nemesis, projetado e pilotado por Jon Sharp, era movido por um O-200 "padrão". Entre 1991 e 1999, a aeronave venceu 45 das 48 provas em que participou, além de ganhar três medalhas Louis Blèriot, quatro troféus Pulitzer e estabelecer 16 recordes de velocidade em sua classe. Em um desses registros, o Nemesis foi cronometrado a mais de 290 mph (467 km/h). Em contraste, o Legend Cub com motor O-200 voa a 95 mph (152,9 km/h).

## Variantes

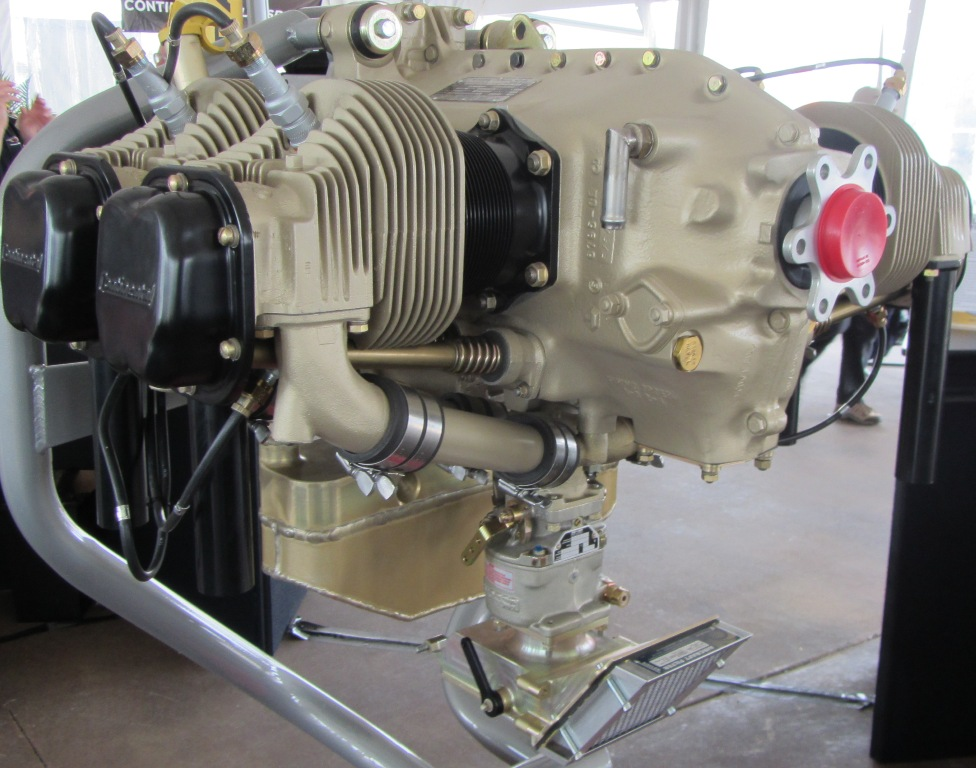
Um Continental O-200D.

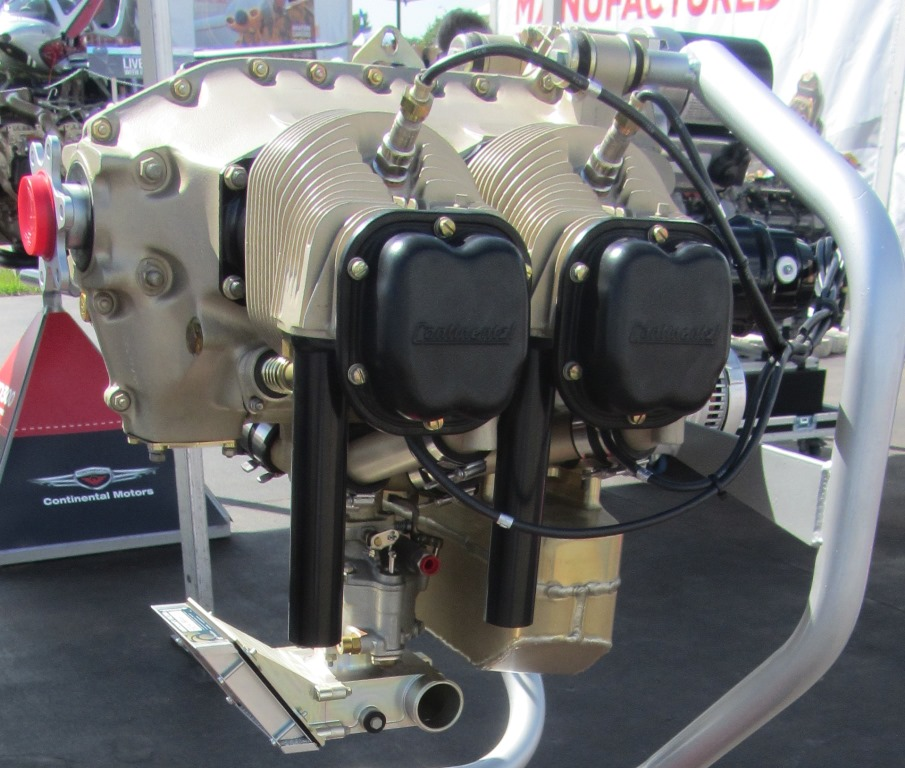
Um Continental O-200AF.

### Certificadas

#### C90
C90-8FSem previsão de gerador e ignição, 90 hp (100 kW) uso contínuo, 95 hp (100 kW) na decolagem.
C90-8FJ90 hp (100 kW) uso contínuo, 95 hp (100 kW) na decolagem.
C90-12FSem previsão de gerador e ignição, 90 hp (100 kW) uso contínuo, 95 hp (100 kW) na decolagem.
C90-12FHCom previsão de gerador e ignição, 90 hp (100 kW) uso contínuo, 95 hp (100 kW) na decolagem.
C90-12FJCom previsão de gerador e ignição, 90 hp (100 kW) uso contínuo, 95 hp (100 kW) na decolagem.
C90-12FPCom previsão de gerador e ignição, 90 hp (100 kW) uso contínuo, 95 hp (100 kW) na decolagem.
C90-14F90 hp (100 kW) uso contínuo, 95 hp (100 kW) na decolagem.
C90-14FH90 hp (100 kW) uso contínuo, 95 hp (100 kW) na decolagem.
C90-14FJ90 hp (100 kW) uso contínuo, 95 hp (100 kW) na decolagem.
C90-16FCom previão de bomba a vácuo, 90 hp (100 kW) uso contínuo, 95 hp (100 kW) na decolagem.

#### O-200
O-200-AModelo normal para funcionamento por tração, 100 hp (100 kW) uso contínuo
O-200-BModelo adaptado para funcionamento por impulsão, 100 hp (100 kW) uso contínuo
O-200-CModelo com previsão de hélice de passo variável, 100 hp (100 kW) uso contínuo
O-200-DSimilar ao modelo "A", mas com redução de peso, 100 hp (100 kW) uso contínuo
O-200-XSimilar ao modelo "D" com identificação diferente, 100 hp (100 kW) uso contínuo

### Não certificadas
O-200-AFUL91 e UL94, motores de 95 hp com alimentação alternativa (injeção direta ou carburador).
IOL-200/Voyager 200O motor traseiro do voo ao redor do mundo do Rutan Voyager

## Aplicações

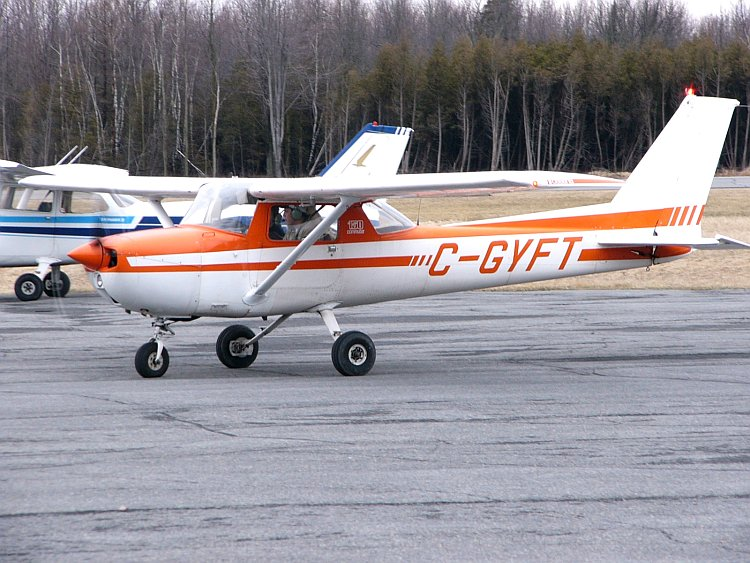
Com 23.949 Cessna 150 construídos, o O-200 é o de maior aplicação.

- Aeronca Champion 7EC, 7FC
- Aeronca L-16B (Champion 7CCM)
- AMD Zodiac
- American Homebuilts John Doe
- Anglin J6 Karatoo
- ARV Griffin
- Barbaro RB-50
- Bearhawk LSA
- Bede BD-12
- Bölkow Bo 208
- Bushcaddy R-120
- Cassutt Special
- Cessna 140
- Cessna 150
- Cessna 162 Skycatcher
- Civil Aviation Department MG-1
- Coupé-Aviation JC-200
- CubCrafters Carbon Cub EX
- CubCrafters CC11-100 Sport Cub S2
- ERCO Ercoupe
- Falconar F11 Sporty
- Falconar Minihawk
- Fisher Celebrity
- Fisher Dakota Hawk
- Flaeming Air FA 04 Peregrine
- Fleet Model 80 Canuck
- Interstate Cadet
- IndUS Aviation Sport E
- Jodel D113-D11
- Jodel DR1050 Excellence
- Luscombe 8F, LSA-8
- Malmö MFI-9
- Mignet Pou-du-Ciel
- Miller-Bohannon JM-2 Pushy Galore
- Miller JM-2
- Nexaer LS1
- Piper PA-11 Cub Special, L-18B
- Piper PA-18-95 Super Cub, L-18C
- Pottier P.60 Minacro
- RLU-1 Breezy
- Rokospol Via
- Rutan Q200
- Rutan Voyager
- Rutan VariEze
- Ryson ST-100 Cloudster
- Socata Rallye
- Taylorcraft F-19 Sportsman
- Vashon Ranger R7
- Victa Airtourer 100
- VSR SR-1 Snoshoo
- VTOL Aircraft Phillicopter
- Warner Sportster
- Williams W-17 Stinger
- World Aircraft Spirit
- Zodiac 601 HD
- Zenith STOL CH 750